# Alexandre Cécé Loua

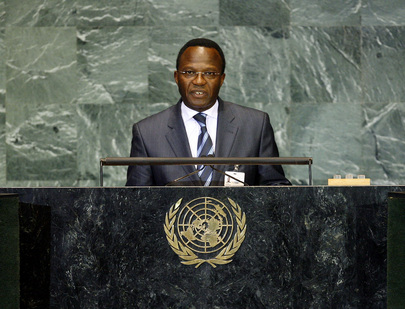
Alexandre Cécé Loua, 2021

Alexandre Cécé Loua (* 1. Januar 1956 in Nzérékoré) war vom 14. Januar 2009 bis 17. Februar 2010 Außenminister von Guinea.
Er studierte Jura an der Universität Conakry. Nach Abschluss des Studiums arbeitete er an der Universität als wissenschaftlicher Assistent und Dozent und parallel dazu als Assistent des Oberstaatsanwalts. Später war er als Richter tätig. Von 1986 an leitete er das Rechtsreferat des Außenministeriums. Von 1996 bis 1998 war er als Diplomat in Serbien und Montenegro eingesetzt, anschließend übernahm er die Leitung der Botschaft in Südafrika. 2007 wurde er als Botschafter nach Deutschland versetzt. Vom 14. Januar 2009 bis 17. Februar 2010 war er Außenminister Guineas. Kurzzeitig beurlaubt, ist Loua seit dem 9. Februar 2012 Botschafter seines Landes in Indien. Er ist verheiratet, hat drei Kinder und spricht Französisch, Englisch, Guerzé, Malinké und Susu.